# The Dark Side of the Moon
The Dark Side of the Moon es el octavo álbum de estudio de la banda de rock progresivo Pink Floyd, lanzado el 1 de marzo de 1973 por Harvest Records en el Reino Unido y Capitol Records en Estados Unidos. Desarrollado durante presentaciones en vivo antes de que comenzara la grabación, fue concebido como un álbum conceptual que se centraría en las presiones que enfrentó la banda durante su arduo estilo de vida y también abordaría los problemas de salud mental del exmiembro de la banda Syd Barrett, quien dejó el grupo en 1968. Se grabó material nuevo en dos sesiones en 1972 y 1973 en los estudios EMI —ahora Abbey Road Studios— en Londres.
El disco se basa en ideas exploradas en grabaciones y actuaciones anteriores de Pink Floyd, omitiendo los extensos instrumentales que caracterizaron el trabajo anterior de la banda. El grupo empleó grabación multipista, bucles de cinta y sintetizadores analógicos, incluida la experimentación con el EMS VCS 3 y un Synthi A. El ingeniero Alan Parsons fue responsable de muchos de los aspectos sonoros de la grabación y de la contratación de la cantante de sesión Clare Torry, que aparece en «The Great Gig in the Sky».
The Dark Side of the Moon explora temas como el conflicto, la codicia, el tiempo, la muerte y las enfermedades mentales. Fragmentos de entrevistas con el equipo de gira de la banda y otros se presentan junto con citas filosóficas. La portada, que representa un espectro prismático, fue diseñada por Storm Thorgerson en respuesta a la solicitud del teclista Richard Wright de un diseño «simple y audaz» que representara la iluminación de la banda y los temas del disco. El álbum fue promocionado con dos sencillos: «Money» y «Us and Them».
The Dark Side of the Moon se encuentra entre los álbumes más aclamados por la crítica y, a menudo, aparece en listas profesionales de los mejores de todos los tiempos. Le dio a Pink Floyd fama internacional, riqueza y aplausos a los cuatro miembros de la banda. Fue un éxito de taquilla de la era de los álbumes y también impulsó las ventas de discos en toda la industria musical durante la década de 1970. The Dark Side of the Moon tiene certificación 14x platino en el Reino Unido y encabezó la lista Billboard Top LPs & Tape de EE. UU., donde ha estado en las listas durante 990 semanas. En 2013, The Dark Side of the Moon había vendido más de 45 millones de copias en todo el mundo, lo que lo convirtió en el lanzamiento más vendido de la banda, el álbum más vendido de la década de 1970 y el cuarto álbum más vendido de la historia. En 2012, la Biblioteca del Congreso seleccionó el álbum para su conservación en el Registro Nacional de Grabaciones de los Estados Unidos por ser «cultural, histórica o estéticamente significativo». Fue incluido en el Salón de la Fama de los Grammy en 1999.

## Recepción
El álbum fue un masivo éxito comercial, llegó a lo más alto de la lista Billboard 200 durante una semana, y permaneció en las listas 937 semanas (más de 19 años), siendo así el álbum que más tiempo ha permanecido en listas de la historia musical. Con ventas de más de 45 millones de copias a nivel mundial, siendo así el tercer álbum más vendido en la historia de la música, tan sólo detrás de Thriller de Michael Jackson y Back in Black de AC/DC, es uno de los álbumes con mayores ventas del mundo y el más exitoso de Pink Floyd. Ha sido remasterizado y reeditado en dos ocasiones, además de haber sido versionado por varias bandas. Del álbum se extrajeron dos sencillos: «Money» y «Us and Them».
Además de su éxito comercial, The Dark Side of the Moon fue aclamado de forma casi unánime por la crítica y es considerado un trabajo seminal en la historia del rock y toda la música moderna a partir de su publicación, estableciéndose desde entonces como un auténtico hito de la música y la cultura popular, tanto por sus innovaciones en la grabación de estudio que han sido fuente de influencia para una gran cantidad de músicos, el gran carácter universal de su concepto y el arte de su portada, que ha sido igualmente aclamada como un icono cultural y objeto de numerosas imitaciones y homenajes. Numerosas listas y rankings lo tienen privilegiadamente entre los mejores discos de todos los tiempos. A día de hoy continúa siendo el álbum más conocido de la banda, tanto entre sus seguidores como con la crítica especializada, quienes lo tienen como uno de los trabajos más influyentes y valorados en toda la historia de la música popular, siendo seleccionado para su preservación en el Registro Nacional de la Grabación de la Biblioteca del Congreso de Estados Unidos por ser «cultural, histórica, o estéticamente significativo». Muchos críticos y encuestadores de la escena del rock siguen considerándolo como el mejor álbum de todos los tiempos.
En 2023 el álbum fue incluído en el número 55 de Los 500 mejores álbumes de todos los tiempos según Rolling Stone.

## Contexto
Después del lanzamiento de Meddle, los miembros de la banda se reunieron en diciembre de 1971 para una gira por el Reino Unido, Japón y Estados Unidos. Mientras ensayaban en Broadhurst Gardens, Londres, tenían en perspectiva la inminente creación de un nuevo álbum, aunque su prioridad era la creación de nuevo material. En una reunión en casa del baterista Nick Mason en Camden, el bajista Roger Waters propuso que el nuevo álbum podría formar parte de la gira. La idea de Waters era que el álbum tratara sobre cosas que «hacen enfadar a la gente», enfocándose en las presiones a las que se enfrentó la banda por su estilo de vida y en los problemas mentales que tenía el antiguo miembro y líder de la banda, Syd Barrett. Ya habían explorado una idea similar en The Man and the Journey, una pieza de música conceptual que tocaron en sus conciertos de 1969. En una entrevista concedida a la revista Rolling Stone, David Gilmour dijo: 

«Creo que todos pensábamos —y Roger definitivamente lo pensaba— que muchas de las letras que habíamos estado usando eran demasiado indirectas. Definitivamente había una sensación de que las palabras iban a ser muy claras y específicas».

En general, los cuatro miembros de la banda estuvieron de acuerdo en que la idea de Waters de hacer un álbum basado en una única temática era buena. El bajista y principal letrista Roger Waters, el guitarrista David Gilmour, el baterista Nick Mason y el teclista Richard Wright participaron en la composición y la producción del nuevo material, algo poco habitual en los siguientes lanzamientos de Pink Floyd. Waters grabó las primeras demos en su casa de Islington, en un pequeño estudio de grabación que tenía en un cobertizo ubicado en su jardín. Algunas partes del nuevo álbum se extrajeron de material no usado previamente: el comienzo de «Breathe» procede de un trabajo anterior de Waters y Ron Geesin compuesto para la banda sonora de The Body; la estructura básica de «Us and Them» se extrajo de una pieza original compuesta para la película Zabriskie Point. La banda ensayó en un almacén de Londres que pertenecía a The Rolling Stones, y después en el Rainbow Theatre. Además, compraron material nuevo, incluyendo nuevos altavoces, un sistema de PA, una mesa de mezclas de 28 canales con cuatro salidas cuadrafónicas y un sistema de luces. Se transportaron nueve toneladas de material en tres camiones: sería la primera vez que la banda giraba con un álbum completo, pero les permitió refinar y mejorar el nuevo material, que ya había recibido el nombre provisional de The Dark Side of the Moon (más una alusión a los lunáticos que a la astronomía). Al descubrir que el título ya había sido utilizado por otra banda, Medicine Head, fue temporalmente cambiado a Eclipse. El estreno de Eclipse se hizo en The Dome de Brighton el 20 de enero de 1972, aunque al comprobar que el álbum de Medicine Head había sido un fracaso comercial, volvieron a cambiar el título a The Dark Side of the Moon.

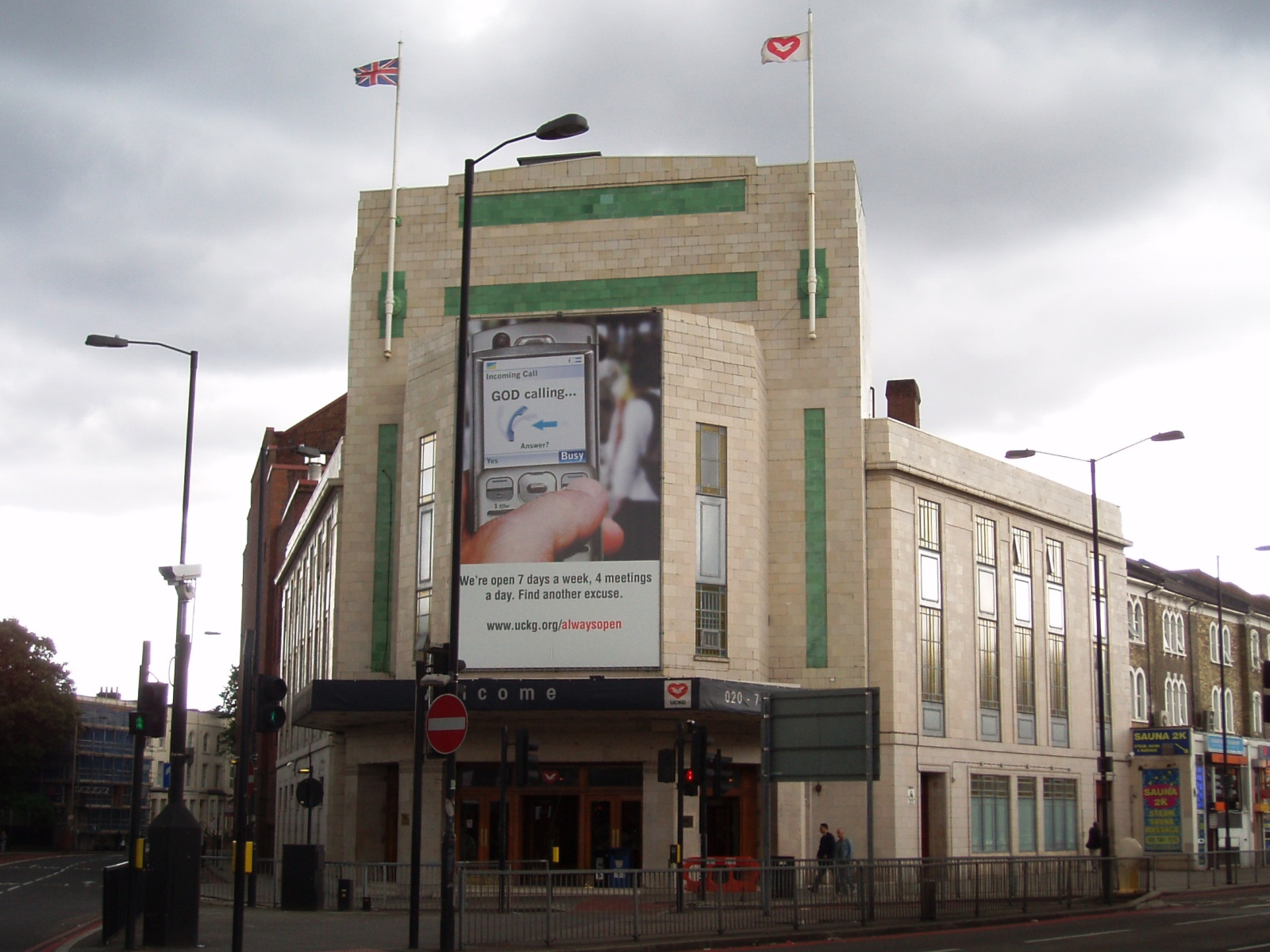
El Rainbow Theatre de Londres ahora es una iglesia

Dark Side of the Moon: A Piece for Assorted Lunatics, como se conocía entonces, se tocó en presencia de un grupo de periodistas (y gente dispuesta a grabar un bootleg) el 17 de febrero de 1972 (más de un año antes de su lanzamiento oficial en el teatro Rainbow) con una muy buena acogida crítica. Michael Wale de The Times describió la pieza diciendo que «… trae las lágrimas a los ojos. ¡Está tan llena de comprensión y a la vez de interrogantes musicales!», mientras que Derek Jewell de The Sunday Times escribió «La ambición de la intención artística de Pink Floyd es enorme». Melody Maker fue menos entusiasta: «Musicalmente, había grandes ideas, pero los efectos de sonido a menudo me dejaban pensando que estaba dentro de una jaula de pájaros en el zoo de Londres». La posterior gira recibió una gran acogida por parte del público. Se tocó el nuevo material en directo, en el mismo orden en que después aparecería en el álbum, aunque con obvias diferencias como la falta de sintetizadores en pistas como «On the Run», y la lectura de piezas de la Biblia en lugar de la voz de Clare Torry en «The Great Gig in the Sky».
La gira Dark Side of the Moon Tour de 1972-1973 por Europa y los Estados Unidos les dio la oportunidad de hacer mejoras en la calidad de los temas. Entre los conciertos de la gira, se comenzó a hacer las sesiones de estudio; los ensayos comenzaron en Inglaterra el 20 de enero, aunque en febrero la banda viajó a Francia para grabar música para La Vallée, una película francesa del director Barbet Schroeder, música que sería lanzada en 1972 con el título Obscured by Clouds. Después tocaron en Japón y volvieron a Francia en marzo para completar el trabajo en La Vallée. A esto siguieron actuaciones en Estados Unidos antes de que la banda volviese a Londres para comenzar la grabación del álbum, del 24 de mayo al 25 de junio. Después de otra serie de conciertos en Europa y los Estados Unidos, y la grabación en octubre de material extra para ser incluido en la versión de 1974 de la película Pink Floyd: Live at Pompeii, la banda retornó al estudio el 9 de enero de 1973 para completar la grabación del álbum.

## Concepto
The Dark Side of the Moon se construyó a partir de experimentos hechos por Pink Floyd en conciertos y en grabaciones previas, pero sin las extensas piezas instrumentales que, según el crítico David Fricke, se habían convertido en una característica de la banda desde la marcha del miembro fundador Syd Barrett en 1968. El guitarrista David Gilmour, el músico que reemplazó a Barrett, luego se refirió a estos instrumentales como «ese rollo enrevesado de la psicodelia». Gilmour y Waters citan al álbum Meddle de 1971 como un punto de inflexión hacia lo que después sería el siguiente álbum.
La temática de las letras de las canciones incluye la avaricia, el envejecimiento, la muerte y la enfermedad mental. Este último tema tuvo como inspiración el deterioro mental de Barrett, quien había sido el principal compositor y letrista de la banda en sus primeros años. El álbum es conocido por el uso de música concreta y conceptual y las letras filosóficas, al igual que muchos otros trabajos de la banda.
Cada cara del álbum constituye una pieza continua de música. Las cinco pistas de cada cara reflejan varios estados de la vida humana. El álbum comienza y acaba con latidos de corazón; explora la naturaleza de la experiencia del ser humano, y según Waters, «la empatía». «Speak to Me» y «Breathe» juntos hacen énfasis en los elementos mundanos y fútiles de la vida junto con la siempre presente amenaza de la locura y la importancia de vivir cada uno su propia vida: «No tengas miedo a querer». «On the Run», un instrumental guiado por sintetizadores, evoca el estrés y la ansiedad que provoca el transporte moderno, en particular el miedo de Wright a volar, llevando la trama de la canción a un aeropuerto. «Time» se adentra en el modo en el que el paso del tiempo puede controlar la vida de uno y ofrece una vehemente advertencia a quienes desperdician el tiempo agarrándose a los aspectos más mundanos de la vida. A esta canción le sigue el tema del retiro hacia la soledad y el refugio en la canción «Breathe (Reprise)». La primera parte del álbum termina con «The Great Gig in the Sky», una sentida metáfora sobre la muerte. Abriendo con el sonido de una caja registradora y el ruido de monedas, la primera pista de la cara B, «Money», se mofa de la avaricia y el consumismo, con una letra irónica y efectos de sonido relacionados con la riqueza. «Money» ha sido la pista de más éxito comercial del álbum y ha sido versionada por varias bandas desde entonces. «Us and Them» habla del etnocentrismo y del conflicto y del uso de dicotomías simples para describir las relaciones personales. Siguiendo un ritmo similar al de Breathe, pero más veloz y con un aura de Funk, hace presencia «Any Colour You Like», un instrumental que, mediante sus melodías ofrece un viaje psicodélico. Seguido de este, realiza su introducción la canción «Brain Damage», que trata sobre la enfermedad mental resultante de poner la fama y el éxito por encima de las necesidades de uno mismo. En particular el verso «And if the band you're in starts playing different tunes» («y si la banda en la que estás comienza a tocar distintas melodías») refleja el estado mental del antiguo miembro de la banda Syd Barrett. El álbum acaba con «Eclipse», que propugna los conceptos de la alteridad y unidad, a la vez que fuerza al oyente a reconocer los rasgos comunes de los seres humanos.

## Grabación

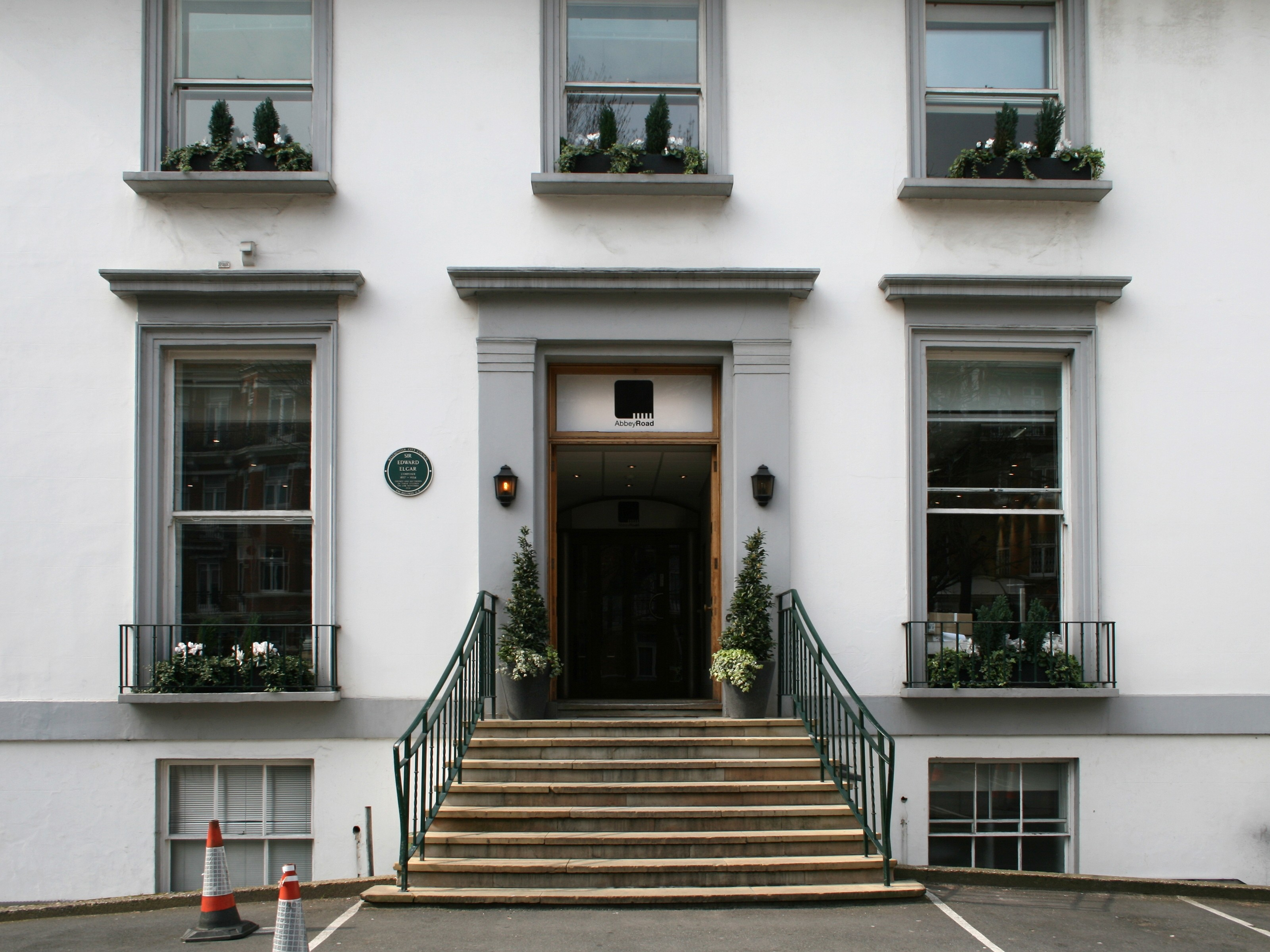
Entrada principal a los Estudios Abbey Road.

El álbum se grabó en los Estudios Abbey Road, en dos sesiones, entre mayo de 1972 y enero de 1973. A la banda se le asignó como jefe técnico a Alan Parsons, que ya había trabajado como asistente de grabación en Atom Heart Mother, y que había ganado experiencia como ingeniero de sonido asistente, en los álbumes de The Beatles Abbey Road y Let It Be. Las sesiones de grabación se llevaron a cabo con las técnicas más sofisticadas de la época. El estudio era capaz de hacer mezclas de dieciséis pistas, cosa que ofrecía un gran nivel de flexibilidad, aunque la banda llegó a usar tantas pistas que para hacerlo posible se tuvieron que hacer segundas copias de las cintas.
Dando comienzo el 1 de junio, la primera pista en grabarse fue «Us and Them», seguida seis días después por «Money». Waters había creado varios efectos de sonido en forma de loops sobre objetos relacionados con el dinero, incluyendo monedas lanzadas dentro de un cuenco. Estos loops se regrabaron cuando la banda decidió grabar una mezcla cuadrafónica del álbum (Parsons ha expresado su descontento con el resultado de esta mezcla, debido a la falta de tiempo y la falta de grabadoras multipista). Las siguientes pistas en ser grabadas fueron «Time» y «The Great Gig in the Sky», seguidas de un descanso de dos meses durante los cuales la banda pasó tiempo con la familia y se preparó para una nueva gira por Estados Unidos. Las sesiones de grabación sufrieron varias interrupciones; Roger Waters, seguidor del Arsenal F.C., a menudo cortaba las grabaciones para ir a ver jugar a su equipo y a menudo hacían un descanso para ver Monty Python's Flying Circus en la televisión, dejando a Parsons trabajando con el material disponible. Sin embargo, Gilmour ha refutado estas afirmaciones; en una entrevista de 2003 dijo: «A veces los veíamos, pero cuando estábamos muy ocupados seguíamos con el trabajo».
Al regresar de Estados Unidos en enero de 1973, grabaron «Brain Damage», «Eclipse», «Any Colour You Like» y «On the Run», a la vez que afinaban el trabajo que ya tenían hecho de las sesiones previas. Para cantar en «Brain Damage», «Eclipse» y «Time» se contrató a cuatro cantantes femeninas, y para tocar el saxofón en «Us and Them» y «Money» se contrató a Dick Parry. La banda filmó metraje en el estudio de grabación con el director Adrian Maben para Pink Floyd: Live at Pompeii. Una vez completadas las grabaciones de estudio, la banda comenzó una gira por Europa.

### Instrumentación

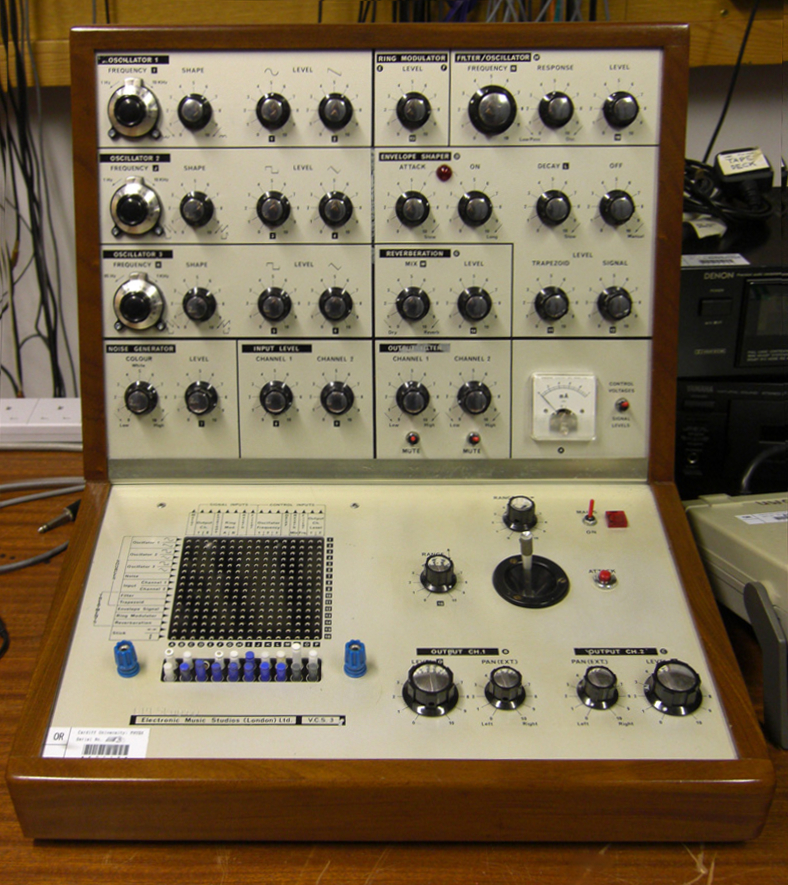
La banda experimentó con un EMS VCS 3 en varias de las canciones del álbum, como «Brain Damage» y «Any Colour You Like».

A nivel instrumental, el álbum es conocido por los efectos de sonido metronómicos en la canción «Speak to Me», y los loops en la apertura de «Money». Nick Mason, responsable de la mayoría de los efectos de sonido usados en la discografía de Pink Floyd, recibió una inhabitual acreditación como único compositor de «Speak to Me». La pista sirve como introducción, compuesta a base de cross-fades (efecto utilizado para montar una pieza sobre otra, bajando el volumen de la primera a medida que se sube el de la segunda) realizados con elementos de otras piezas del álbum. Mason creó una primera versión en su casa, antes de completarlo en el estudio. Para aumentar la construcción del efecto, se sirvieron de un acorde de piano, grabado al revés, que da lugar a la introducción de «Breathe». Los efectos de sonido de «Money» se crearon empalmando las grabaciones caseras de monedas tintineantes de Waters, sonidos de papeles rotos, el sonido de una caja registradora y el ruido de una calculadora para crear un loop de 7 pulsaciones (después adaptado a cuatro pistas para crear un efecto de «walk around the room» [pasear por el recinto y escuchar todo de forma uniforme] en la versión cuadrafónica del álbum). En algunos momentos la experimentación sónica del álbum requirió que todos los ingenieros y miembros de la banda operasen los reguladores de sonido de la mesa de mezclas de forma simultánea para mezclar las complicadas grabaciones multipista de varias de las canciones (en particular «On the Run»).
Junto a la instrumentación convencional de rock, Pink Floyd añadió sintetizadores a su sonido. Por ejemplo, experimentaron con un EMS VCS 3 en «Brain Damage» y «Any Colour You Like», y un Synthi A en «Time» y «On the Run». También crearon y grabaron sonidos poco convencionales: un ingeniero asistente corriendo por la sala de reverberación del estudio (en «On the Run») o un bombo especialmente tratado para simular la frecuencia cardíaca de un ser humano (en «Speak to Me», «On the Run», «Time» y «Eclipse»). Este sonido es muy distinguible en la intro y el outro del álbum, aunque se puede oír también de forma esporádica en otras pistas: las canciones «Time» y «On the Run» tienen este ruido sordo. Los ruidos de relojes haciendo tic-tac y después marcando las horas de forma simultánea (en «Time») los creó Parsons inicialmente como prueba del sistema cuadrafónico. Parsons grabó cada sonido en una tienda de relojes antiguos, y aunque el material no se había creado específicamente para el álbum, finalmente se usó, junto a una serie de rototoms (tipo de timbal).

### Voces
Varias pistas, entre otras «Us and Them» y «Time», son reconocibles por la habilidad que muestran Richard Wright y David Gilmour a la hora de armonizar sus respectivas voces. En The Making of The Dark Side of the Moon, un documental en DVD de 2003 sobre la elaboración del álbum, Roger Waters lo atribuye al hecho de que ambas voces son extremadamente similares. Para tomar provecho de esto, Parsons perfeccionó el uso de otras técnicas de estudio como el doubletracking de las voces y de las guitarras, y otras multipistas vocales que permitían a Gilmour armonizarse consigo mismo. También utilizó efectos flanger y phaser en voces e instrumentos, artimañas utilizando reverb, y el desplazamiento de sonidos entre canales (muy audible en la mezcla cuadrafónica de «On the Run», cuando el sonido de un órgano Hammond B3 saliendo de un altavoz Leslie gira rápidamente alrededor del oyente).

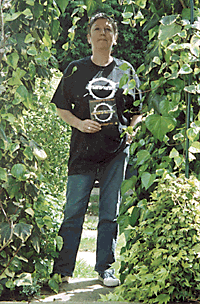
Clare Torry en 2003.

En los créditos del álbum aparece Clare Torry, una cantante de sesión y compositora, habitual en los estudios Abbey Road. Previamente había trabajado en material de música pop y en varios álbumes de versiones, y después de oír uno de esos álbumes Parsons la invitó al estudio para cantar en «The Great Gig in the Sky». Torry rechazó la oferta porque quería ver a Chuck Berry, que tocaba en el Hammersmith Odeon, aunque quedó en pasarse por allí el domingo siguiente. Los miembros de la banda le explicaron el concepto que había detrás del álbum, pero fueron incapaces de explicarle lo que debía hacer exactamente. Gilmour estaba a cargo de la sesión, y en unas pocas tomas breves, un domingo por la noche, improvisó una melodía sin letra para acompañar el emotivo solo de piano de Richard Wright. Inicialmente, Torry se sentía avergonzada por su exuberancia dentro de la cabina de grabación, y quiso disculparse ante la banda, para encontrarse después que estaban encantados con el resultado. Posteriormente, se editaron sus tomas para producir la versión que se usó en la pista. Se le pagaron £30 por su colaboración. En 2004, Torry demandó a EMI y Pink Floyd por regalías de composición, reclamando que coescribió «The Great Gig in the Sky» junto al teclista Richard Wright. Los tribunales de justicia del Reino Unido llegaron a la conclusión de que Torry estaba en lo correcto, aunque el acuerdo económico al que llegaron nunca llegó a salir a la luz pública. Todas las ediciones posteriores a 2005 de «The Great Gig in the Sky» acreditan la canción a Wright y Torry.
Parte distinguible del álbum son los trozos de grabaciones de voces entre la música o encima de la misma. Durante las sesiones de grabación, Roger Waters reclutó al personal y ocupantes del estudio para contestar a una serie de preguntas impresas en tarjetas. Se colocó a los entrevistados frente a un micrófono en una cabina del estudio oscura, donde se les mostraban las tarjetas con preguntas como «¿cuál es tu color favorito?» o «¿cuál es tu plato favorito?», antes de pasar a preguntas más enfocadas al tema central del álbum (como la locura, la violencia o la muerte). Las respuestas se contestaban en el mismo orden que se hacían las preguntas, provocando respuestas sorprendentes. La pregunta «¿cuál fue la última vez que fuiste violento?» era seguida inmediatamente por la de «¿tenías razón?» La grabación de la entrevista al road mánager Roger «The Hat» Manifold fue la única que se hizo de forma convencional, ya que en su momento la banda no le pudo localizar, y para cuando lo consiguieron ya no encontraban las tarjetas. Cuando se le preguntó sobre el último momento violento que había tenido con otro conductor, Manifold contestó «… le di un shock rápido, corto y fuerte …», y cuando se le preguntó sobre la muerte dijo «vive para hoy, mañana ya no estás, ese soy yo …» Otro técnico, Chris Adamson, en el momento se encontraba de gira con Pink Floyd y grabó la explícita diatriba que abre el álbum: «He estado cabreado muchos jodidos años: realmente muchos años». El road mánager de la banda Peter Watts (padre de la actriz Naomi Watts) contribuyó con las risas que aparecen en «Brain Damage» y «Speak to Me». El monólogo sobre «geezers who were cruisin' for a bruisin» («colgados que patrullaban en busca de recibir moretones») fue obra de la segunda mujer de Peter, Puddie (diminutivo de Patricia) Watts. Las respuestas: «Y yo no tengo miedo a morir, cualquier momento es bueno, no me importa. ¿Por qué debería tener miedo a morir?, no hay razón para ello, algún día hay que marcharse» (que aparece en «The Great Gig in the Sky») y las palabras finales: «en realidad no hay ningún lado oscuro de la luna..., de hecho, toda es oscura» (encima de las pulsaciones en «Eclipse») son del portero irlandés de los estudios, Gerry O'Driscoll. También se entrevistó a Paul y Linda McCartney, aunque sus respuestas no llegaron a incluirse en el álbum. Henry McCullough, colega de McCartney en la banda de este, contribuyó con la famosa frase «I don't know, I was really drunk at the time» («no lo sé, estaba realmente borracho en ese momento»), que aparece entre «Money» y «Us and Them».

### Edición
Después de terminar las sesiones de entrevistas, contrataron al productor Chris Thomas para aportar «un par de orejas frescas». El pasado de Thomas era más musical que de ingeniería. Había trabajado con el productor de The Beatles, George Martin, y era conocido del mánager de Pink Floyd, Steve O'Rourke. Los cuatro miembros de la banda tenían posiciones encontradas en cuanto a la forma de mezclar el álbum. Waters y Mason preferían una mezcla «seca» y «limpia», haciendo más uso de los elementos no musicales, pero Gilmour y Wright preferían una mezcla más sutil y con «eco». Thomas dijo después que no existían tales desacuerdos, diciendo «no había diferencias de opinión entre ellos, no recuerdo a Roger diciendo ni una vez que quería menos eco. De hecho, no dejaron ninguna pista sobre que después se fueran a enfadar entre ellos. Había una atmósfera muy creativa. Muy divertido». Aunque la verdad aún no se conoce, la intervención de Thomas resultó en un compromiso entre Waters y Gilmour, dejando a ambos totalmente satisfechos con el resultado final. Thomas fue responsable de varios cambios significativos en el álbum, incluyendo el eco usado en «Us and Them». También estuvo presente en la grabación de «The Great Gig in the Sky» (aunque Parsons fue el responsable de contratar a Torry). Roger Waters dijo en una entrevista de 2006, cuando se le preguntó si sus metas se habían cumplido en el estudio:

Cuando se terminó el álbum me llevé una copia a casa y se la puse a mi mujer. Recuerdo que comenzó a llorar cuando acabó. Y pensé, «esto obviamente ha tocado una fibra sensible de alguna manera» y me sentí bastante satisfecho. Sabes cuando has hecho algo, ciertamente si has creado una pieza musical, lo oyes con oídos nuevos cuando se la pones a otra persona. Y en ese punto pensé para mí, ¡Guau!, esto es un trabajo bastante completo», y tuve confianza en que la gente respondería.
Roger Waters

Se notaba que toda la banda trabajaba conjuntamente. Fue un momento creativo. Estábamos todos muy abiertos.
Richard Wright

## Presentación
El álbum se publicó inicialmente en formato de vinilo con una carpeta desplegable diseñada por Hipgnosis y George Hardie, la cual mostraba un prisma refractando luz en su portada. El grupo Hipgnosis diseñó varias de las portadas de los álbumes previos de la banda, con resultados controvertidos; EMI no quedó satisfecha al ver las portadas de Atom Heart Mother y Obscured by Clouds, ya que esperaban diseños más tradicionales que incluyesen rótulos y palabras, pero los diseñadores Storm Thorgerson y Aubrey Powell pudieron ignorar las críticas, dado que la banda les contrataba. Para The Dark Side of the Moon Richard Wright les pidió que le presentaran algo «más elegante, con más clase». El diseño del prisma se inspiró en una fotografía que Thorgeson había visto en una sesión de brainstorm (lluvia de ideas) a la que asistió con Powell. El diseño corrió a cargo de George Hardie, empleado de Hipgnosis. La compañía de arte le ofreció a los miembros de la banda a elegir entre un total de siete diseños, pero los cuatro coincidieron en que el diseño del prisma era de largo el mejor. El diseño del prisma representa tres elementos; la iluminación en los conciertos de la banda, las letras del álbum y el deseo de Richard Wright de crear una portada más «sencilla y pulcra». El espectro de luz continúa por el desplegable antes de volver a unirse en otro prisma en la contraportada, una idea de Roger Waters. Añadido al poco tiempo, el diseño del desplegable también contiene la representación del latido de corazón empleado a lo largo del álbum, mientras que la idea de incluir otro prisma en la contraportada fue de Thorgeson, con el objetivo de facilitar la disposición del álbum en las tiendas de música. La banda de luz que emana del prisma en el álbum tiene seis colores, dejando fuera el índigo en comparación con la tradicional división del espectro en rojo, naranja, amarillo, verde, azul, añil y violeta. Un prisma normal mostraría un espectro continuo sin límites definidos entre un color y el siguiente.
Dentro de la carpeta desplegable venían dos pósteres, uno de ellos con fotografías de la banda en concierto con el texto PINK FLOYD roto y las piezas esparcidas, y el otro con una imagen de las Pirámides de Guiza tomada por Powell y Thorgeson con una película infrarroja. También incluía una hoja con pegatinas de las pirámides. VH1 posicionó la portada en el cuarto lugar de su lista de las mejores portadas de todos los tiempos en 2003, y en 2009 los seguidores de la emisora de radio británica Planet Rock lo votaron como la mejor de todos los tiempos.
Desde la partida del miembro fundador Barrett de la banda en 1968, la carga de la composición de las letras recayó, mayoritariamente, en Waters. Por tanto se le acredita como el compositor de las letras del álbum, haciendo The Dark Side of the Moon el primero de cinco álbumes consecutivos de Pink Floyd en acreditarlo exclusivamente como letrista. La banda se encontraba tan confiada con la calidad de las letras que, por primera vez, decidieron añadirlas dentro del LP en forma de texto. Cuando se le preguntó en 2003 si su papel en el álbum fue «organizar [las] ideas y estructuras» y el de David Gilmour «la música», Waters respondió:

Eso es una estupidez. No hay duda de que Dave necesita un motivo (sus letras) para sacar lo mejor de su guitarra. Y es un gran guitarrista. Pero la idea que ha intentado propagar a lo largo de los años de que él es más musical que yo es una verdadera tontería. Es un concepto absurdo, aunque la gente parece contenta creyéndolo.

## Lanzamiento

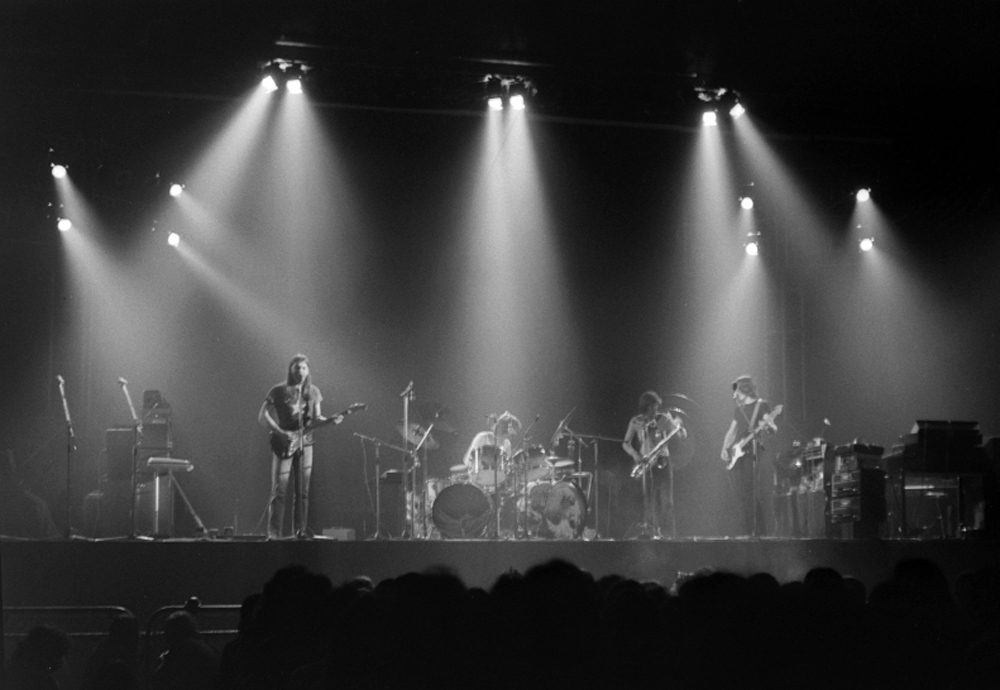
Actuación en vivo de The Dark Side of the Moon en Earls Court en 1973. De izquierda a derecha: Dave Gilmour, Nick Mason, Dick Parry, Roger Waters.

A excepción de Wright, la banda boicoteó la presentación a la prensa en el London Planetarium del 27 de febrero, ya que la mezcla cuadrafónica no estaba acabada. A los invitados se les recibió con un cuarteto de recortes de cartón de tamaño real de la banda, mientras que la mezcla estereofónica del álbum se lanzó a través de un equipo de PA de mala calidad. De todas maneras, en general, la prensa se mostró entusiasmada; Roy Hollingworth de Melody Maker describió la Cara A como: «... tan completamente confundida consigo misma que era difícil seguirla», aunque pasó a alabar la Cara B, escribiendo: «las canciones, los sonidos, los ritmos eran sólidos y firmes, el saxo apareció, la banda rockanroleó, para después desaparecer en la noche». Steve Peacock de Sounds escribió «No me importa si no has oído una nota de la música de Pink Floyd en tu vida, recomendaría sin reservas a todo el mundo The Dark Side of the Moon ...» En su reseña de 1973 sobre el álbum para la revista Rolling Stone, Lloyd Grossman escribió: «un gran álbum con una riqueza de textura y concepto que no solo invita, sino que exige involucrarse».
The Dark Side of the Moon se lanzó en Estados Unidos el 1 de marzo de 1973, y después en el Reino Unido el 24 de ese mismo mes. Se convirtió inmediatamente en un éxito de ventas en el Reino Unido y Europa Occidental; para el mes siguiente, había recibido el disco de oro tanto en Estados Unidos como el Reino Unido. Durante marzo de 1973 la banda tocó el álbum como parte de su gira estadounidense, incluyendo una actuación a medianoche en el Radio City Music Hall de Nueva York el 17 de marzo. El plato fuerte consistió en un avión lanzado desde el fondo del recinto al final de «On the Run», estrellándose en el escenario entre humo naranja, ante los 6000 espectadores que asistieron a la actuación. El álbum llegó al puesto número uno de la lista de álbumes Billboard el 28 de abril de 1973, obteniendo tanto éxito que retornaron dos meses después para hacer otra gira.

### Discográfica
Gran parte del tempranero éxito del álbum en los Estados Unidos se debió a su discográfica en ese país, Capitol Records. El recién asignado presidente de la compañía, Bhaskar Menon, intentó por todos los medios mejorar las pobres ventas del álbum de estudio previo de Pink Floyd, Meddle. Mientras tanto, desencantados con Capitol, la banda y su mánager O'Rourke habían estado negociando con Columbia Records, específicamente con el presidente de la CBS Clive Davis. The Dark Side of the Moon era el último álbum que estaban obligados a lanzar antes de quedar libres de contrato y poder firmar con otra compañía. El entusiasmo de Menon fue tan grande que se encargó de hacer una gran campaña de promoción del álbum, incluyendo versiones truncadas de «Us and Them» y «Time» para las emisoras de radio. En algunos países, especialmente el Reino Unido, Pink Floyd no había lanzado un sencillo desde «Point Me at the Sky» de 1968, y excepcionalmente se lanzó «Money» como sencillo el 7 de mayo, con «Any Colour You Like» como Cara B. Llegó al puesto número trece de la lista Billboard Hot 100 en julio de 1973. Se envió a las emisoras de radio una versión promocional con mezclas en mono y estéreo con etiquetas blancas. En el lado de la versión mono se retiró la palabra «bullshit» («mierda») de la canción, dejando solo «bull», sin embargo la versión estéreo contenía la versión sin censurar. Posteriormente esto se intentó subsanar; se mandó un reemplazo a las emisoras junto a una nota que advertía a los disc jockeys que eliminaran la primera copia sin censurar que habían recibido. El 4 de febrero se lanzó «Time», con «Us and Them» como Cara B. Sin embargo, los esfuerzos de Menon por renovar el contrato discográfico con Pink Floyd fueron en vano; a principios de 1974, la banda firmó con Columbia y recibió un adelanto de un millón de dólares (en el Reino Unido y Europa continuaron con su contrato con Harvest Records).

### Ventas
The Dark Side of the Moon es uno de los álbumes más vendidos de todos los tiempos (sin contar compilaciones y bandas sonoras), además de estar entre los 25 álbumes más vendidos de los Estados Unidos. Aunque solo permaneció una semana en el primer puesto de las listas estadounidenses, permaneció en la lista Billboard 200 durante 811 semanas. El álbum volvió a entrar en las listas del Billboard con la introducción de la lista Top Pop Catalog Albums en mayo de 1991, y ha sido un habitual en la lista desde entonces. En el Reino Unido es el sexto álbum más vendido de la historia.

Creo que, cuando se terminó, todo el mundo pensó que era lo mejor que habíamos hecho hasta la fecha, y todo el mundo estaba muy contento con él, pero de ninguna de las maneras nadie pensaba que era cinco veces mejor que Meddle, u ocho veces mejor que Atom Heart Mother, ni las ventas que realmente ha tenido. Se trataba [...] no solo de que era un buen álbum, sino también de estar en el momento y lugar adecuados.
Nick Mason

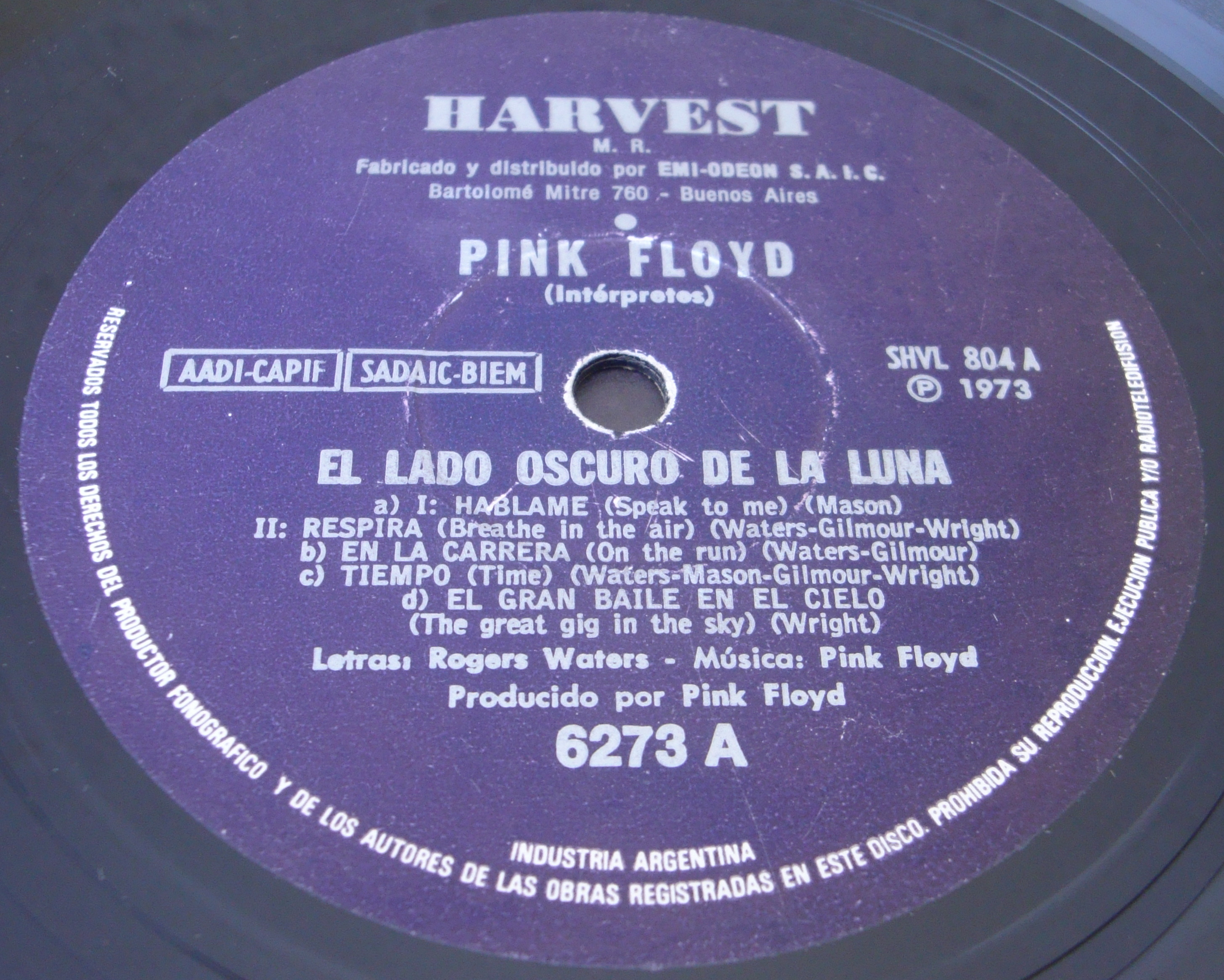
Galleta del disco en una edición argentina

En Estados Unidos el LP se lanzó antes de que se comenzaran a entregar discos de platino, cosa que ocurrió el 1 de enero de 1976. Por este motivo, solo poseía un disco de oro hasta que en febrero de 1990 se certificó platino once veces. El 4 de junio de 1998 la Recording Industry Association of America (RIAA) certificó el álbum 15 veces platino, gracias a los quince millones de discos vendidos en Estados Unidos, haciendo del álbum su trabajo más vendido en el país (The Wall es 23 veces platino, pero los álbumes dobles cuentan doble, por lo que las ventas reales son de 11,5 millones de copias). «Time» y «Money» siguen recibiendo radiodifusión; en Estados Unidos, en el año 2005, a 20 de abril, «Time» había sido radiada 13.723 veces y «Money» en 13.731 ocasiones. «Money» vendió bien como sencillo y las ventas del álbum fueron aún mejores ya que han vendido unos 45 millones de copias globales. Se siguen vendiendo entre 8.000 y 9.000 copias semanales del álbum, y en 2002 se vendieron un total de 400.000, convirtiéndolo en el número 200 en ventas de ese año- casi tres décadas después de su lanzamiento. Según un artículo del Wall Street Journal del 2 de agosto de 2006, a pesar de que el álbum se lanzó en 1973, ha vendido desde 1991 7,7 millones de copias solo en Estados Unidos y sigue vendiendo aproximadamente 9.600 copias semanales. A 2010 sigue ocupando un lugar destacado en la lista Pop Catalogue Chart de Billboard con más de 940 semanas seguidas en lista. Llegó al puesto número uno cuando se lanzó la edición CD/SACD en 2003, vendiendo 800.000 copias solo en Estados Unidos. La semana del 5 de mayo de 2006 The Dark Side of the Moon alcanzó un total combinado de 1500 semanas entre las listas Billboard 200 y Pop Catalogue. Se estima que una de cada catorce personas menores de cincuenta años posee o ha poseído una copia del álbum.
En 2006 los seguidores de la Australian Broadcasting Corporation la votaron «Mi álbum favorito», y en 2003 la revista Rolling Stone colocó The Dark Side of the Moon en el puesto número 43 en su lista de los 500 mejores álbumes de todos los tiempos. También se encuentra en el puesto número dos de la lista de Los 200 mejores álbumes de todos los tiempos elaborada por la National Association of Recording Merchandisers.

### Reediciones y remasterización
En 1979 se lanzó The Dark Side of the Moon como LP remasterizado por Mobile Fidelity Sound Lab, y en abril de 1988 en un CD de oro formato «Ultradisc». EMI fue la encargada del primer lanzamiento en disco compacto en 1984. En 1992, el álbum se reeditó en forma de CD remasterizado como parte de una caja recopilatoria llamada Shine On. Esta versión se volvió a editar en una caja para celebrar su vigésimo aniversario junto a una serie de postales en 1993. Al igual que la portada original de 1973, el diseño corrió a cargo de Storm Thorgerson. Algunos sugieren que en las últimas ediciones del CD se oye débilmente una versión orquestal de la canción de The Beatles «Ticket to Ride» al término de «Eclipse», por encima de los latidos que clausuran el álbum. Posiblemente se trate de un error de la remasterización, ya que no es audible en el disco de vinilo original.
La mezcla cuadrafónica original, editada en LP y cartucho de cinta de 8 tracks, aunque encargada por EMI, no recibió la aprobación de la banda. No obstante, para celebrar el trigésimo aniversario del álbum se lanzó una versión renovada en 2003. Hubo cierta sorpresa cuando la banda eligió no usar la vieja mezcla cuadrafónica hecha por Parsons (mezclada poco después del lanzamiento original), sino que eligieron a su actual ingeniero de sonido James Guthrie para crear una nueva mezcla en 5.1 para la versión en formato SACD. Guthrie ha trabajado con la banda desde que coprodujo e hizo de ingeniero de sonido para su álbum de 1979, The Wall, habiendo trabajado previamente en versiones multicanal del mismo para un lanzamiento en DVD, y del álbum In the Flesh de Waters para un SACD. Hablando en 2003, Alan Parsons expresó cierta decepción con la mezcla SACD de Guthrie, sugiriendo que Guthrie fue «posiblemente demasiado fiel a la mezcla original», aunque fue generoso con el lanzamiento en general.
Comentando sobre la mezcla multicanal de «On the Run», Parsons dijo: «Después de escuchar la mezcla un buen rato, creo que estoy oyendo estéreo con un poco de surround». Alabó las mezclas de otras de las canciones, en particular «The Great Gig in the Sky»: «Me quito el sombrero ante James por escoger las partes correctas de la voz de Clare. Y ha mejorado la mezcla hecha en estéreo, que es un poco floja. El estéreo es potente en el órgano Hammond, y Clare está un poco apagada. En mi mezcla cuadrafónica, el Hammond casi no está, cosa que demuestra que no fui fiel a la mezcla estereofónica. El cuadrafónico suena bastante bien, pero James aún tiene su punto. Su mezcla es definitivamente más limpia, y ha acercado a Clare un poco más». Esta edición del 30.º aniversario recibió cuatro premios Surround Music en 2003 y ha vendido más de 800.000 copias desde su lanzamiento. El diseño de la portada corrió a cargo de un equipo de diseñadores bajo la dirección de Storm Thorgerson. La imagen es una fotografía de un vitral, hecho a medida con las dimensiones y proporciones exactas de la original. En lugar de los colores opacos de la original usaron vidrio transparente, sujeto con láminas de plomo. La idea deriva de la «sensación de pureza del sonido, siendo sonido multicanal 5.1 ...» La imagen se creó con el deseo de ser «igual pero distinto, tanto que el diseño es claramente Dark Side of the Moon, siendo el diseño del prisma, pero diferente y nuevo ...»
En 2003 también se lanzó una versión en vinilo de 180 gramos de The Dark Side of the Moon (masterizado por Kevin Gray en AcousTech Mastering) que incluye versiones ligeramente distintas de los pósteres y pegatinas originales que se incluyeron en la versión original, junto a un póster del 30.º aniversario completamente nuevo. En 2007 se incluyó el álbum en Oh, by the Way, una caja recopilatoria lanzada para conmemorar el 40.º aniversario de la banda, y una versión libre de DRM para iTunes.
Y en 2011, como parte de su campaña de remasterizaciones Why Pink Floyd...?, se editaron cinco versiones del álbum. La primera, remasterizada, viene en la caja recopilatoria Discovery. La segunda, es la versión individual de la misma que viene en la caja recopilatoria. La tercera viene en versión Experience, en la cual se hallan la versión remasterizada y una versión del álbum en vivo en Wembley en 1974. La cuarta es la versión Immersion, box set que contiene la remasterización en 2011 y rarezas. La quinta correspondió a una nueva edición en LP de 180 gramos, que contiene los pósters y pegatinas originales, más materiales impresos nuevos y contenido digital.

## Legado
El éxito del álbum trajo una riqueza nunca vista a los cuatro miembros de la banda; Richard Wright y Roger Waters se compraron grandes casas de campo, y Nick Mason se convirtió en coleccionista de coches de lujo. Además, parte de los beneficios se invirtieron en la producción de Monty Python and the Holy Grail.
Gracias a la producción, Alan Parsons consiguió una nominación al premio Grammy al «álbum con mejor ingeniería de sonido» en 1973, y pasó a tener su propia carrera como artista. Waters y Gilmour a menudo han menospreciado su contribución en el éxito del álbum, aunque Mason ha alabado su papel en el mismo. En 2003 Parsons reflexionó diciendo: «Creo que todos ellos creen que conseguí mantenerme el resto de mi carrera gracias a Dark Side of the Moon, cosa que tiene cierta parte de verdad. Pero de vez en cuando despierto, frustrado por el hecho de que han ganado incontables millones y mucha de la gente involucrada en el álbum no».

Me ha cambiado en muchos aspectos, porque ha traído mucho dinero, y uno se siente muy seguro cuando puede vender un álbum dos años seguidos. Pero no ha cambiado mi actitud para con la música. Aunque fue un éxito, se hizo de la misma manera que el resto de nuestros álbumes, y el único criterio que tenemos para lanzar música es si nos gusta o no. No fue un intento deliberado de hacer un álbum comercial. Simplemente ocurrió así. Sabía que era mucho más melódico que los anteriores álbumes de Floyd, y había un concepto que lo atravesaba de parte a parte. La música era más fácil de absorber y el incluir voces femeninas le añadió un toque comercial que ninguno de nuestros otros álbumes poseía.
Richard Wright

El perdurable legado de The Dark Side of the Moon se encuentra en su influencia en la música moderna, los músicos que han hecho versiones de sus canciones, e incluso en mitos urbanos. Su lanzamiento es, a menudo, visto como un punto simbólico en la historia de la música popular contemporánea, y, en ocasiones, se han buscado similitudes entre Pink Floyd y Radiohead, en especial su álbum de 1997 OK Computer, al que se le ha llamado The Dark Side of the Moon de los años 1990, ya que ambos álbumes tienen algo en común: la pérdida de la habilidad creativa de un individuo para seguir funcionando en el mundo moderno.

### Versiones y samples
Uno de los covers más conocidos de The Dark Side of the Moon es Return to the Dark Side of the Moon: A Tribute to Pink Floyd, lanzado el año 2006. Es un tributo hecho por artistas de rock progresivo como Adrian Belew, Tommy Shaw, Dweezil Zappa y Rick Wakeman. En 2000 The Squirrels lanzaron The Not So Bright Side of the Moon, que contiene covers del álbum completo. En 2003, el grupo de artistas de reggae de Nueva York Easy Star All Stars lanzaron Dub Side of the Moon.
En 2012 un grupo de artistas de hard rock de Italia como Peso, Pier Gonella y Giorgia Gueglio lanzaron ‘’MusicArt Project - The Black Side of the Moon’’, que contiene rock covers del álbum completo.

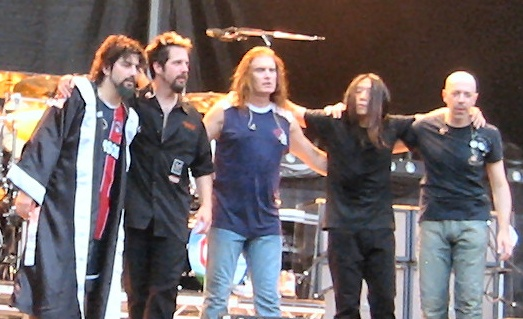
La banda de metal progresivo Dream Theater ha interpretado el álbum en sus conciertos en varias ocasiones.

Mary Fahl, la exvocalista de October Project, realizó el álbum From the Dark Side of the Moon, una «re-imaginación» del álbum de Pink Floyd con versiones de todas las canciones, aunque por problemas debidos a la reorganización del sello discográfico V2 Records, nunca se llegó a lanzar de forma oficial. El grupo Voices on The Dark Side lanzó el álbum Dark Side Of The Moon A Cappella, una versión del álbum totalmente a cappella. La banda de bluegrass Poor Man's Whiskey a menudo interpreta el álbum en sus conciertos, llamando a la pieza Dark Side of the Moonshine. En 2004 se lanzó una versión del álbum en una versión de cuarteto de cuerda. En 2009 The Flaming Lips han anunciado que tienen previsto lanzar una versión del álbum pista a pista.
Varias bandas y artistas han versionado el álbum al completo en directo: la banda de rock Phish hizo una versión semi improvisada del álbum entero como parte de su concierto en West Valley City, Utah. La banda de metal progresivo Dream Theater también ha interpretado el álbum al completo en sus conciertos.
Varios artistas han utilizado samples y loops de The Dark Side of the Moon para sus trabajos. Milli Vanilli usó loops de la canción «Money» para su propia canción «Money», al igual que Marky Mark and the Funky Bunch en su álbum Music for the People.

### Dark Side of the Rainbow
The Dark Side of the Rainbow y The Dark Side of Oz son nombres que se usan para definir los rumores lanzados por Internet, que existen al menos desde 1994, que dicen que Dark Side of the Moon se hizo con la idea de servir como banda sonora de la película El Mago de Oz (1939). Los observadores que han puesto la película y el álbum de forma simultánea dicen que aparentemente hay sincronías, como cuando Dorothy comienza a correr y la banda comienza a cantar «no one told you when to run» («nadie te dijo cuándo comenzar a correr»). Tanto David Gilmour como Nick Mason han negado la conexión entre las dos obras, mientras que Roger Waters ha descrito los rumores como «divertidos». Alan Parsons ha asegurado que la película ni siquiera llegó a mencionarse durante la producción del álbum.

## Lista de canciones
Todas las letras escritas por Roger Waters.
| Cara A |                            |                                 |                  |          |  |
| N.º    | Título                     | Música                          | Voz principal    | Duración |  |
| 1.     | «Speak to Me»              | Mason                           | Instrumental     | 1:07     |  |
| 2.     | «Breathe»                  | Gilmour, Waters, Wright         | Gilmour          | 2:49     |  |
| 3.     | «On the Run»               | Gilmour, Waters                 | Instrumental     | 3:45     |  |
| 4.     | «Time»                     | Waters, Wright, Gilmour y Mason | Gilmour y Wright | 6:53     |  |
| 5.     | «The Great Gig in the Sky» | Wright, Clare Torry             | Clare Torry      | 4:44     |  |

| Cara B |                       |                        |                  |          |  |
| N.º    | Título                | Música                 | Voz principal    | Duración |  |
| 6.     | «Money»               | Waters                 | Gilmour          | 6:23     |  |
| 7.     | «Us and Them»         | Wright, Waters         | Gilmour y Wright | 7:49     |  |
| 8.     | «Any Colour You Like» | Gilmour, Mason, Wright | Instrumental     | 3:26     |  |
| 9.     | «Brain Damage»        | Waters                 | Waters           | 3:46     |  |
| 10.    | «Eclipse»             | Waters                 | Waters           | 2:12     |  |

## Créditos
| Pink Floyd - David Gilmour: voz, guitarras, sintetizador VCS 3, producción - Nick Mason: batería, percusión, efectos, producción - Roger Waters: bajo, voz, sintetizador VCS 3, efectos, producción - Richard Wright: teclados, voz, sintetizador VCS 3, producción | Músicos adicionales - Dick Parry: saxofón en «Money» y «Us and Them» - Clare Torry: voz en «The Great Gig in the Sky», coros - Lesley Duncan: coros - Barry St. John: coros - Liza Strike: coros - Doris Troy: coros |

Producción
- Alan Parsons: ingeniería de sonido
- Peter James: asistente de ingeniería de sonido (identificado incorrectamente como «Peter Jones» en las primeras copias del LP de Estados Unidos)
- Chris Thomas: mezclas
- George Hardie: ilustraciones, diseño de portada
- Hipgnosis: diseño, fotografía
- Jill Furmanovsky: fotografía
- James Guthrie: supervisor de masterización en las ediciones del 20.º y 30.º aniversario del álbum, mezclas 5.1 en la edición del 30.º aniversario
- Doug Sax: remasterización en las ediciones del 20.º y 30.º aniversario
- David Sinclair: notas interiores de la reedición en CD
- Storm Thorgerson: Diseño en las ediciones del 20.º y 30.º aniversario
- Drew Vogel: arte y fotografía en la reedición CD

## Posición en listas
| Año  | Lista                            | Posición | Notas                                 |
| ---- | -------------------------------- | -------- | ------------------------------------- |
| 1973 | Lista estadounidense de álbumes  | 1        |                                       |
| 1973 | Lista de álbumes del Reino Unido | 2        |                                       |
| 1973 | Lista de álbumes de Suecia       | 16       |                                       |
| 1973 | Lista de álbumes de Noruega      | 2        |                                       |
| 1980 | Lista de álbumes de Noruega      | 9        | Reentrada                             |
| 1993 | Top Pop Catalog Albums (EE. UU.) | 1        | Reedición                             |
| 1993 | Lista de álbumes de Australia    | 11       | Reedición                             |
| 2003 | Top Pop Catalog Albums (EE. UU.) | 1        | Edición 30.º aniversario híbrido SACD |
| 2003 | Lista de álbumes de Noruega      | 7        | Edición 30.º aniversario híbrido SACD |

## Ventas
| País                      | Certificación | Ventas                          | Fecha               | Notas                                     |
| ------------------------- | ------------- | ------------------------------- | ------------------- | ----------------------------------------- |
| Austria                   | 2× Platino    | 60.000+                         | 15 de mayo de 2003  |                                           |
| Canadá                    | 2× Diamante   | 2.000.000+                      | Marzo de 2003       |                                           |
| Alemania                  | 2× Platino    | 400.000+                        | 1993                |                                           |
| Polonia                   | Platino       | 20.000+                         | 2003                |                                           |
| Reino Unido               | 9× Platino    | 3.956.177 a 14 de junio de 2009 | 15 de abril de 2005 | Sexto álbum más vendido en el Reino Unido |
| RIAA EE. UU.              | 15× Platino   | 15.000.000+                     | 6 de abril de 1998  |                                           |
| Nielsen SoundScan EE. UU. |               | 8.360.000+                      |                     | Desde marzo de 1991 hasta febrero de 2007 |